# Привидения Дублина (автобусная экскурсия)

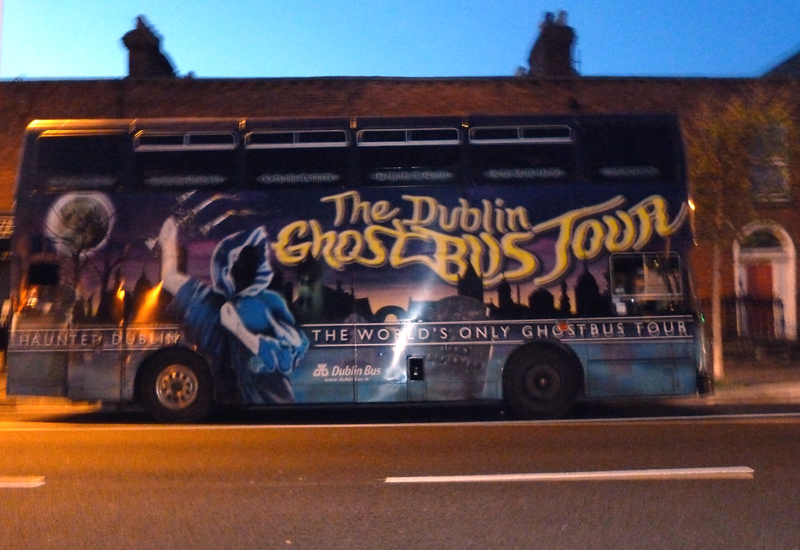
Экскурсионный автобус в Портобелло, Дублин

«Привидения Дублина» (англ. Dublin Ghost Bus Tour) — ночная автобусная экскурсия по Дублину, в ходе которой туристы посещают ряд исторических мест столицы Ирландии, где якобы водятся привидения. Продолжительность экскурсии составляет 2 часа 15 минут, услуга предоставляется транспортной компанией Dublin Bus.

## Описание тура
Для проведения экскурсии используется специальный двухэтажный автобус фиолетового цвета, разукрашенный снаружи изображениями привидений, с интерьером и шторами в фиолетовых цветах для создания соответствующей атмосферы. Экскурсия, как правило, проводится в ночное время и включает в себя две остановки, где пассажиры высаживаются, чтобы посетить места, где якобы обитают призраки.
Автобус отправляется из штаб-квартиры Dublin Bus на О’Коннелл-стрит и следует мимо Тринити-колледжа. Гид-профессиональный актёр, по ходу экскурсии рассказывает о создании Брэмом Стокером культового романа Дракула, а также истории о мифических существах банши, предвещающих смерть, и похитителях трупов для анатомических школ.
Первую остановку автобус делает возле церкви Сент-Кевин на Кэмден-Роу, где находится кладбище. Здесь гид подробнее рассказывает о похитителях трупов, в том числе знаменитую историю Уэст-портских убийств 1827—1828 годов в Эдинбурге, когда ирландские иммигранты Уильям Бёрк и Уильям Хэр, совершив 16 убийств, продавали трупы своих жертв в качестве материала для препарирования известному шотландскому хирургу и анатому Роберту Ноксу, а также предлагает желающим попробовать осуществить вскрытие могилы.
Следующую остановку автобус делает возле церкви Сент-Оуэн на Корнмаркет, где, согласно бытующей легенде, в течение многих поколений появляется призрак «зелёной леди».
Экскурсия заканчивается на О'Коннелл-стрит.